# Centre national d'études et de recommandations sur la nutrition et l'alimentation
Le Centre national d'études et de recommandations sur la nutrition et l'alimentation (CNERNA) est un organisme public français créé en 1946, à l'initiative d'Émile Terroine, qui en fut directeur pendant trente ans. 

## Histoire
À l'origine centre de recherches du Centre national de la recherche scientifique (CNRS), c'est depuis le 1er octobre 1992 un groupement scientifique qui réunit la DGCCRF (ministère de l'Économie et des Finances), la DGAL (ministère de l'agriculture), la DGS (ministère de la Santé), le CNRS, l'INRA, l'INSERM, le CNEVA et l'ACTIA (réseau français des Instituts techniques de l’agro-alimentaire, ainsi que des Centres partenaires,). Ces différents partenaires sont représentés au sein d'un Conseil de Groupement présidé par le professeur P. Louisot (Inserm). 

## Missions
Le « Cnerna n'est ni un laboratoire de recherche, ni un organisme doté de pouvoir réglementaire ; il dégage les fondements scientifiques des textes qui seront publiés par les organismes habilités à légiférer. » .
Il est entre autres à l'origine de la création des agences de sécurité alimentaire en France, notamment de l'Afssa, créée en 1999.

## Gouvernance
Le CNERNA est aujourd'hui dirigé par le professeur Gérard Pascal (INRA).